# 무수익 수량
무수 수량 또는 무수익 수량(Non-revenue water, NRW)은 물이 생성되었으나 그 중에 고객에게 도달하기 전에 소실된 물을 의미한다. 손실량은 실질적 손실("물리적 손실"을 의미하기도 하는 누수를 통해)이거나 명백한 손실(예를 들어 도난이나 양수기의 부정확성)일 수 있다.

## 같이 보기
- 상수도
- 효용